# Ванькович, Теодор Антоний
Теодор Антоний Ванькович (пол. Teodor Antoni Wańkowicz; ? — 15 июля 1716) — государственный деятель Великого Княжества Литовского. Стольник и подстароста минский (1689—1716).

## Биография
Представитель белорусского шляхетского Ваньковичей герба «Лис». Сын войского минского Петра Ваньковича и Анны Дунин-Глушинской.
В 1671—1676 годах Теодор Антоний Ванькович упоминается как подчаший пинский. Около 1685 года он стал стольником минским, а в 1689 году — подстаростой минским. Эти две должности он занимал до конца жизни. Также был старостам подусвяцким и рушавским. Пять раз заседал в Трибунале Великого княжества Литовского в 1682, 1686, 1691, 1701 и 1709 (в этом году был маршалком коло Compositi judicii) годах. Часто бывал руководителем на сеймиках и фискальных судах. В Минске основал монастыри кармелитов и бонифратов. Пожертвовал значительные средства минским францисканцам. Был спонсором множество других монастырей, в том числе тех же законов в Ивенце (Костел Святого Михаила Архангела).
Согласно Юзефу Вольфу, незадолго до смерти Теодор Антоний Ванькович получил от короля Речи Посполитой Августа II привилей на должность каштеляна минского. Но даже если это привилей и имел место, Теодор Ванькович не сумел закрепиться на посту каштеляна, ведь с 1713 года ее занимал Даниэль Выговский (? — 1740). Ванькович остался стольником и падстаростой минском, на этих должностях он и скончался после долгой болезни 15 июля 1716 года.

## Семья
Теодор Антоний Ванькович Был женат на дочери лидского земского писаря Анне Войшнар и имел от нее двух сыновей, Стефана и Антония, которые рано умерли, и пять дочерей:
- Софья, жена войского минского Франциска Володковича
- Елена, жена новогрудского земского судьи Яна Богуслава Рдултовского
- Екатерина, жена вилькомирского казначея Яна Ярмоловича
- Франциска, которая была настоятельница монастыря бенедиктинцев в минском костеле Святого Войцеха
- Колумба, которая была послушницей и старшей сестрой в этом же монастыре.